# Zorîkivka, Milove
Zorîkivka (în ucraineană Зориківка) este localitatea de reședință a comunei Zorîkivka din raionul Milove, regiunea Luhansk, Ucraina.

## Demografie
Componența lingvistică a localității Zorîkivka
     Ucraineană (94,17%)
     Rusă (5,46%)
     Alte limbi (0,24%)
Conform recensământului din 2001, majoritatea populației localității Zorîkivka era vorbitoare de ucraineană (94,17%), existând în minoritate și vorbitori de rusă (5,46%).